# Comitato Olimpico Monegasco
Il Comitato Olimpico Monegasco (nota anche come Comité Olympique Monégasque in monegasco) è un'organizzazione sportiva monegasca, fondata nel 1907 nel Principato di Monaco.
Rappresenta questa nazione presso il Comitato Olimpico Internazionale (CIO) dal 1953 ed ha lo scopo di curare l'organizzazione ed il potenziamento dello sport in Monaco e, in particolare, la preparazione degli atleti monegaschi, per consentire loro la partecipazione ai Giochi olimpici. Il comitato, inoltre, fa parte dei Comitati Olimpici Europei.
L'attuale presidente dell'organizzazione è Alberto II di Monaco, mentre la carica di segretario generale è occupata da Yvette Lambin-Berti.

## Organizzazione

### Presidenti
L'elenco dei presidenti che si sono succeduti al COM:
- conte Gautier Vignal (1907-1920)
- Jean Vatrican (1920-1924)
- Jean Bellando de Castro (1924-1935)
- Jacques Reymond (1935-1949)
- Pierre de Polignac (1952-1964)
- Paul Noghès (1965-1967)
- Jacques de Millo Terrazzani (1967-1975)
- Henry Rey (1975-1994)
- Alberto II di Monaco (dal 1994)

### Federazioni
Al COM sono affiliate 20 Federazioni Sportive:
- Federazione Equestre del Principato di Monaco
- Federazione Monegasca Atletica
- Federazione Monegasca Bob, Slittino e Skeleton
- Federazione Monegasca di Calcio
- Federazione Monegasca Canottaggio
- Federazione Monegasca di Ciclismo
- Federazione Monegasca di Ginnastica
- Federazione Monegasca di Judo e Discipline Associate
- Federazione Monegasca di Nuoto
- Federazione Monegasca di Pattinaggio
- Federazione Monegasca Pallacanestro
- Federazione Monegasca di Pallavolo
- Federazione Monegasca di Scherma
- Federazione Monegasca di Sci
- Federazione Monegasca di Sollevamento Pesi, Palestra e Culturismo
- Federazione Monegasca di Taekwondo
- Federazione Monegasca di Tennis
- Federazione Monegasca di Tennistavolo
- Federazione Monegasca di Tiro
- Federazione Monegasca di Triathlon
- Federazione Monegasca di Vela